# Andrena nilotica
Andrena nilotica är en biart som beskrevs av Warncke 1967. Andrena nilotica ingår i släktet sandbin, och familjen grävbin. Inga underarter finns listade i Catalogue of Life.